# Owen McCann
Owen McCann (Woodstock, 29 giugno 1907 – Wynberg, 26 marzo 1994) è stato un cardinale e arcivescovo cattolico sudafricano.

## Biografia
Nacque nel sobborgo di Woodstock a Città del Capo il 29 giugno 1907.
Papa Paolo VI lo elevò al rango di cardinale nel concistoro del 22 febbraio 1965.
Partecipò alle quattro sessioni del Concilio Vaticano II e ai due conclavi del 1978 che elessero prima Giovanni Paolo I e poi Giovanni Paolo II.
Morì il 26 marzo 1994 all'età di 86 anni.

## Genealogia episcopale e successione apostolica
La genealogia episcopale è:
- Cardinale Scipione Rebiba
- Cardinale Giulio Antonio Santori
- Cardinale Girolamo Bernerio, O.P.
- Arcivescovo Galeazzo Sanvitale
- Cardinale Ludovico Ludovisi
- Cardinale Luigi Caetani
- Cardinale Ulderico Carpegna
- Cardinale Paluzzo Paluzzi Altieri degli Albertoni
- Papa Benedetto XIII
- Papa Benedetto XIV
- Papa Clemente XIII
- Cardinale Marcantonio Colonna
- Cardinale Giacinto Sigismondo Gerdil, B.
- Cardinale Giulio Maria della Somaglia
- Cardinale Carlo Odescalchi, S.I.
- Cardinale Costantino Patrizi Naro
- Cardinale Serafino Vannutelli
- Cardinale Domenico Serafini, Cong.Subl. O.S.B.
- Cardinale Pietro Fumasoni Biondi
- Arcivescovo Martin Lucas, S.V.D.
- Cardinale Owen McCann

La successione apostolica è:
- Arcivescovo Joseph Patrick Fitzgerald, O.M.I. (1966)
- Arcivescovo Alfonso Liguori Morapeli, O.M.I. (1967)
- Vescovo Joseph Anthony De Palma, S.C.I. (1967)
- Vescovo John Baptist Minder, O.S.F.S. (1968)
- Vescovo Manfred Gottschalk, S.A.C. (1969)
- Vescovo Martin Elmar Schmid, C.M.M. (1970)
- Vescovo John Baptist Rosner, S.A.C. (1972)
- Vescovo John Patrick Murphy (1972)
- Arcivescovo Stephen Naidoo, C.SS.R. (1974)
- Vescovo Edward Robert Adams (1983)